# Frohnhofen
Frohnhofen ist eine Ortsgemeinde im Landkreis Kusel in Rheinland-Pfalz. Sie gehört der Verbandsgemeinde Oberes Glantal an.

## Geographie
Der Ort liegt im oberen Kohlbachtal in der Westpfalz an der Grenze zum Saarland. Die Quelle des Baches liegt westlich des Ortes am Hirschberg. Die höchsten Erhebungen im Norden der Gemarkung erreichen eine Höhe von mehr als 400 Meter über NN.
Zu Frohnhofen gehört der Wohnplatz Lindenhof.
Im Nordosten befindet sich die Ortsgemeinde Krottelbach, im Osten Ohmbach, im Südosten Altenkirchen, im Südwesten Breitenbach und westlich liegt die bereits saarländische Kreisstadt St. Wendel.

## Geschichte
Frohnhofen wurde erstmals gesichert 1387 in einer Urkunde der Grafschaft Zweibrücken als Frunhoven erwähnt. Der Name leitet sich von einem Fronhof ab, der im Mittelalter im mittleren Ortsbereich lag. Über die Schreibweisen Fronhoff (1437), Fronhoiven (1541), Fronhofen (1564) und Fronhoffen (1610) bildete sich das heutige Frohnhofen heraus.
Der im Grenzbereich von Kurpfalz, Grafschaft Zweibrücken und Remigiusland gelegene Ort blieb zunächst sehr klein, 1592 wurden fünf Familien erwähnt, nach dem Dreißigjährigen Krieg, in dem Frohnhofen – im Gegensatz zu vielen Nachbarorten – nicht völlig verwüstet wurde, noch zwei Familien, 1701 vier, 1775 waren es schon 110 Einwohner in 24 Familien. Seit 1437 zur Kurpfalz gehörig, kam Frohnhofen 1779 im Rahmen eines Tauschgeschäfts als Teil des Amtes Kübelberg zum Herzogtum Zweibrücken.
Die Inbesitznahme des Linken Rheinufers durch französische Revolutionstruppen beendete die alte Ordnung. Das Dorf wurde von 1798 bis 1814 Teil der Französischen Republik (bis 1804) und anschließend des Französischen Kaiserreichs. Frohnhofen war der Mairie Waldmohr des gleichnamigen Kantons im Arrondissement Saarbrücken (Sarrebruck) des Saardepartements zugeordnet. Nach der Niederlage Napoleons fiel Frohnhofen schließlich an das Königreich Bayern und wurde 1818 Teil der Bürgermeisterei Altenkirchen im Kanton Waldmohr des Landkommissariats (ab 1862 Bezirksamts) Homburg. Der erste feste Raum für den Schulunterricht im Ort stand 1823 zur Verfügung, nachdem ein „provisorischer“ Lehrer bereits seit 1802 unterrichtete. Aufgrund der schwierigen wirtschaftlichen Lage wanderten im Laufe des 19. Jahrhunderts viele Frohnhofener aus – insbesondere in den US-amerikanischen Bundesstaat Ohio.
Als nach dem Ersten Weltkrieg das Bezirksamt Homburg weitgehend dem Saargebiet zugeschlagen wurde, verblieb Frohnhofen mit der Region um Waldmohr beim Deutschen Reich. Zunächst von einer Außenstelle des Bezirksamtes (ab 1939 Landkreises) Kusel verwaltet, wurde es 1940 fest in diesem Kreis eingegliedert. Nach dem Zweiten Weltkrieg wurde Frohnhofen innerhalb der französischen Besatzungszone Teil des damals neu gebildeten Landes Rheinland-Pfalz. Im Zuge der ersten rheinland-pfälzischen Verwaltungsreform erfolgte eine Zuordnung des Dorfes zur Verbandsgemeinde Schönenberg-Kübelberg, die wiederum zum 1. Januar 2017 in der Verbandsgemeinde Oberes Glantal aufging.

## Politik

### Bürgermeister
Thomas Nau wurde 2024 Ortsbürgermeister von Frohnhofen.
Zuvor war das Amt vakant. Thomas Weyrich (SPD) wurde 2010 Ortsbürgermeister von Frohnhofen. Zuletzt bei der Direktwahl am 26. Mai 2019 wurde er für weitere fünf Jahre in seinem Amt als Ortsbürgermeister bestätigt. Im September 2022 kündigte er jedoch an, mit Wirkung zum 31. Dezember 2022 sein Ehrenamt aus persönlichen Gründen vorzeitig niederzulegen. Da für eine deshalb am 26. Februar 2023 angesetzte Direktwahl kein Wahlvorschlag eingereicht wurde, oblag die Neuwahl eines Ortsbürgermeisters gemäß Gemeindeordnung dem Rat.

### Wappen
| Wappen von Frohnhofen | Blasonierung: „Vertikal durch ein blaues Wellenband geteilt, in der oberen Hälfte ein roter Gutshof auf silbernem Grund, unten zwei rote Kirschen mit grünem Blatt und zwei überkreuzte Berghämmer auf goldenem Grund.“                                                   |
| Wappen von Frohnhofen | Wappenbegründung: Das Gutsgebäude steht für den früheren Herrenhof (Fronhof) im Ort, das blaue Wellenband symbolisiert den Kohlbach, die Berghämmer erinnern an die früher zahlreich im Ort wohnenden Bergleute, die Kirschen an den noch heute ausgeübten Kirschenanbau. |

## Kultur und Sehenswürdigkeiten

### Regelmäßige Veranstaltungen
- Das Dorffest findet alle zwei Jahre am ersten Juli-Wochenende statt. Es wird von den Vereinen und freiwilligen Helfern ausgerichtet.
- Die Frohnhofer Kerb (Kerwe) findet am zweiten Sonntag nach dem Michaelistag, und damit normalerweise am zweiten Oktober-Wochenende statt.[11]

### Einrichtungen
In Richtung St. Wendel an der über 450 Jahre alten Weiheranlage Entenweiher befindet sich die bei Wanderern sehr beliebte „Hütte Am Entenweiher“, des Pfälzerwald-Vereins.

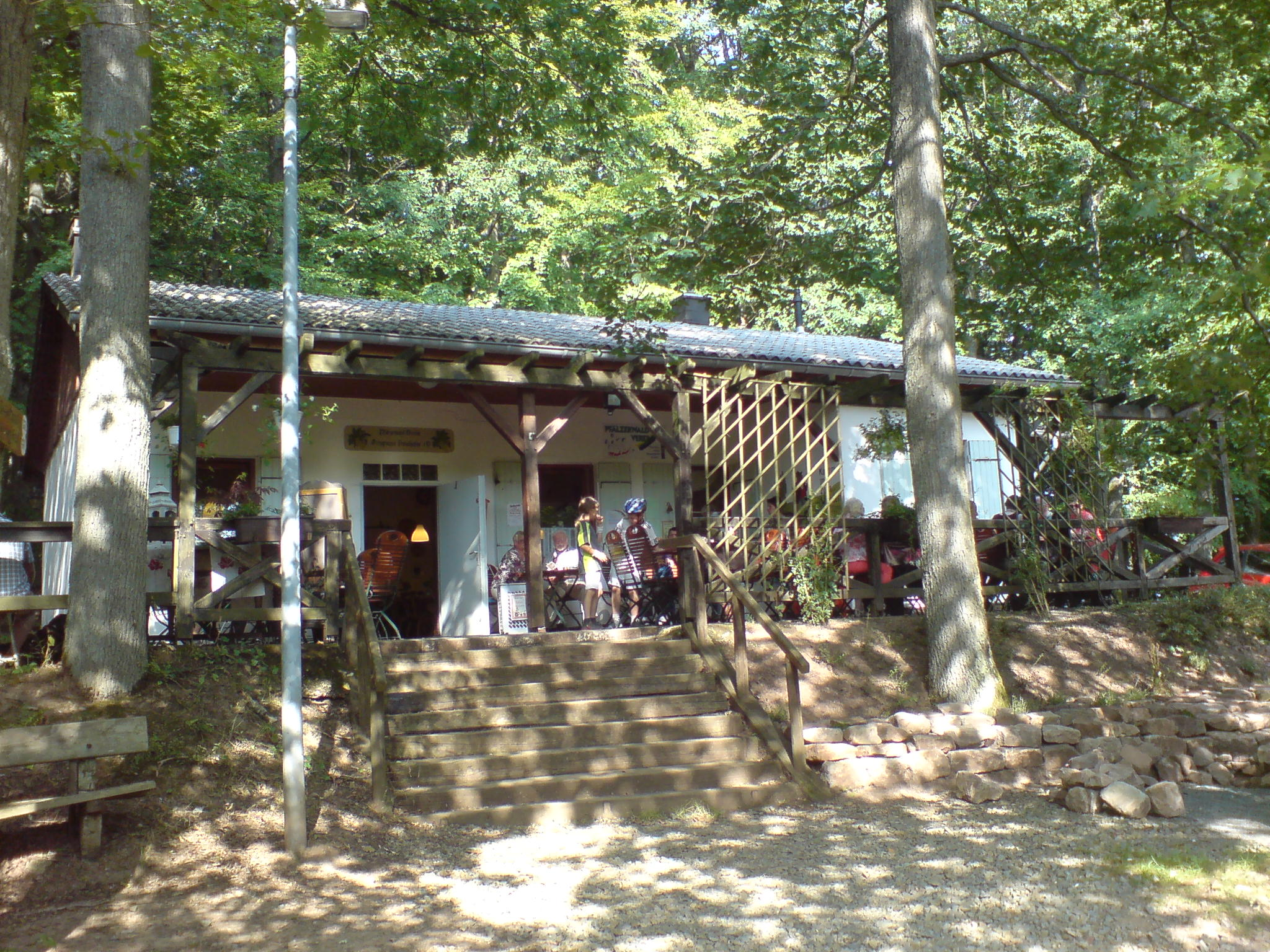
Die PWV Hütte am Entenweiher
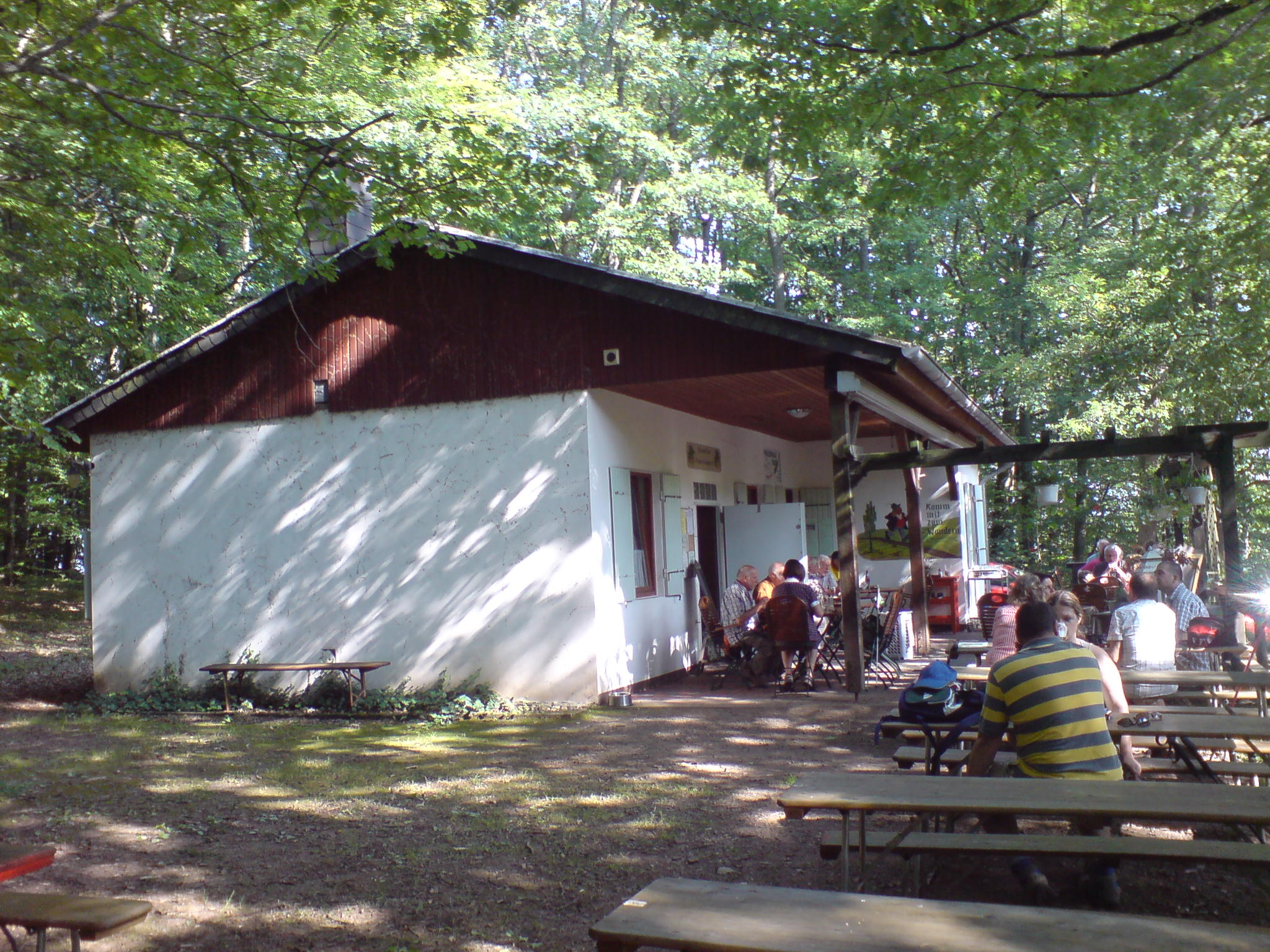
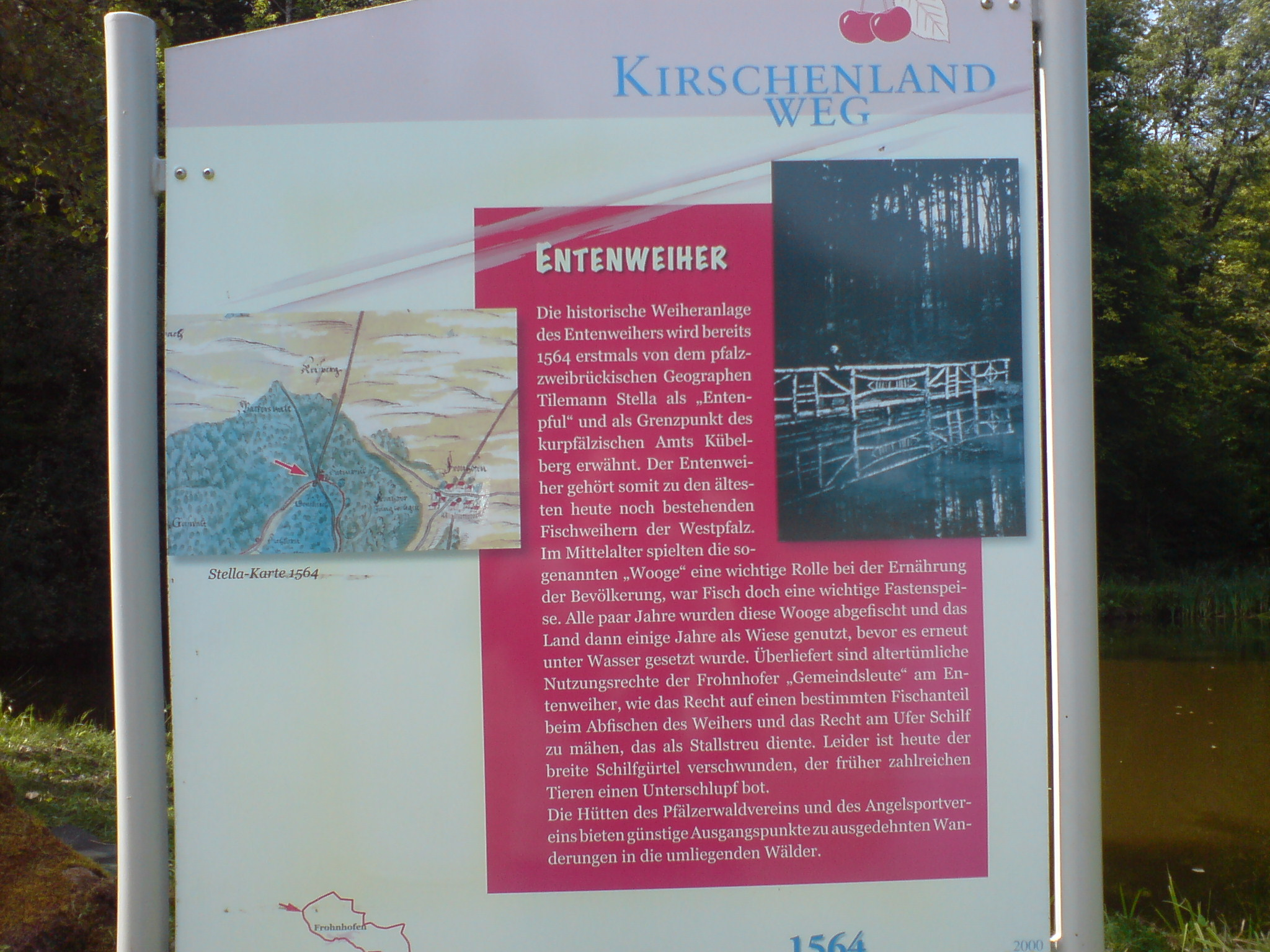
Die Aushangtafel am Entenweiher
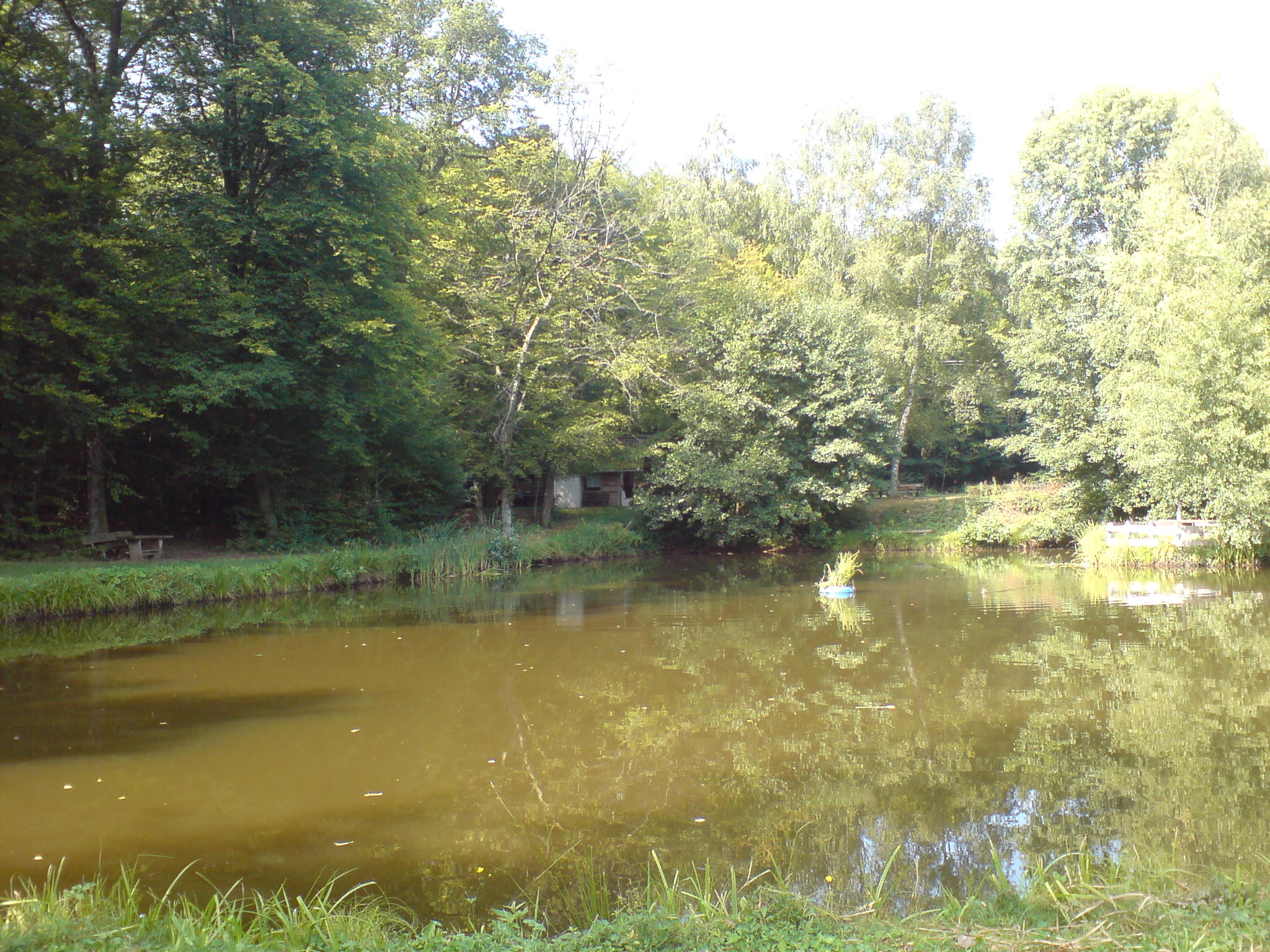
Der kleine Entenweiher
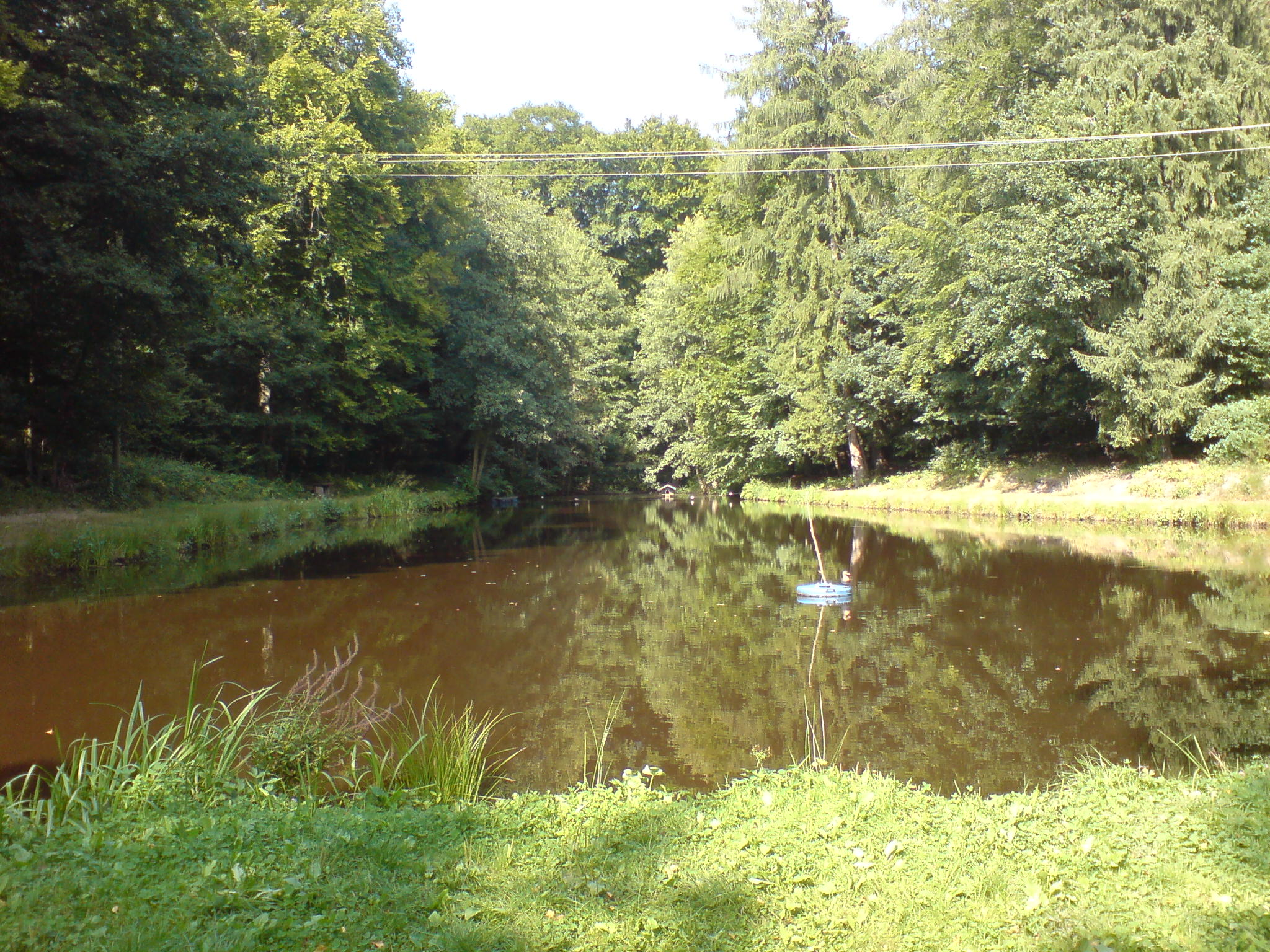
Der große Entenweiher
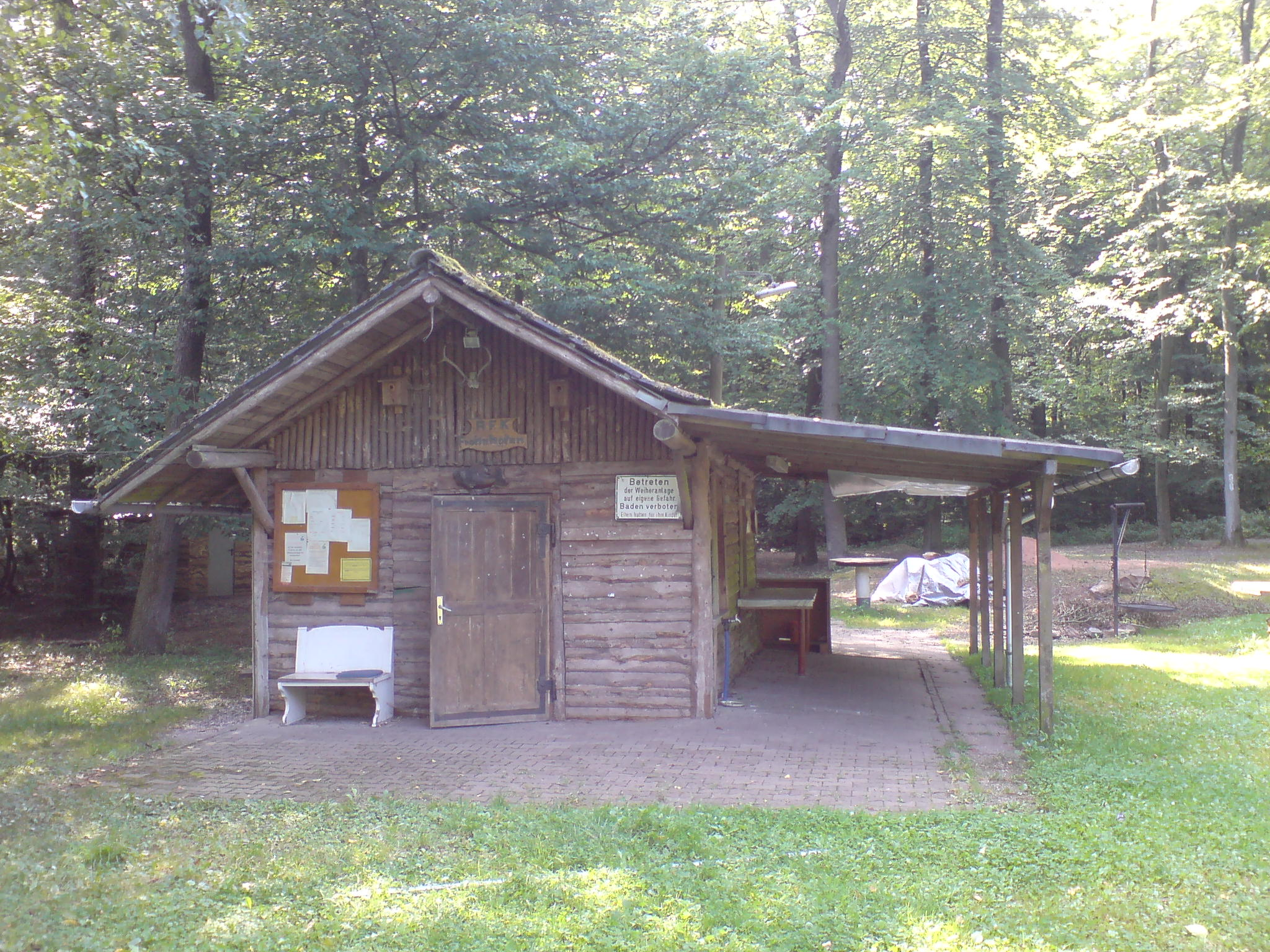
Die Fischerhütte am Entenweiher
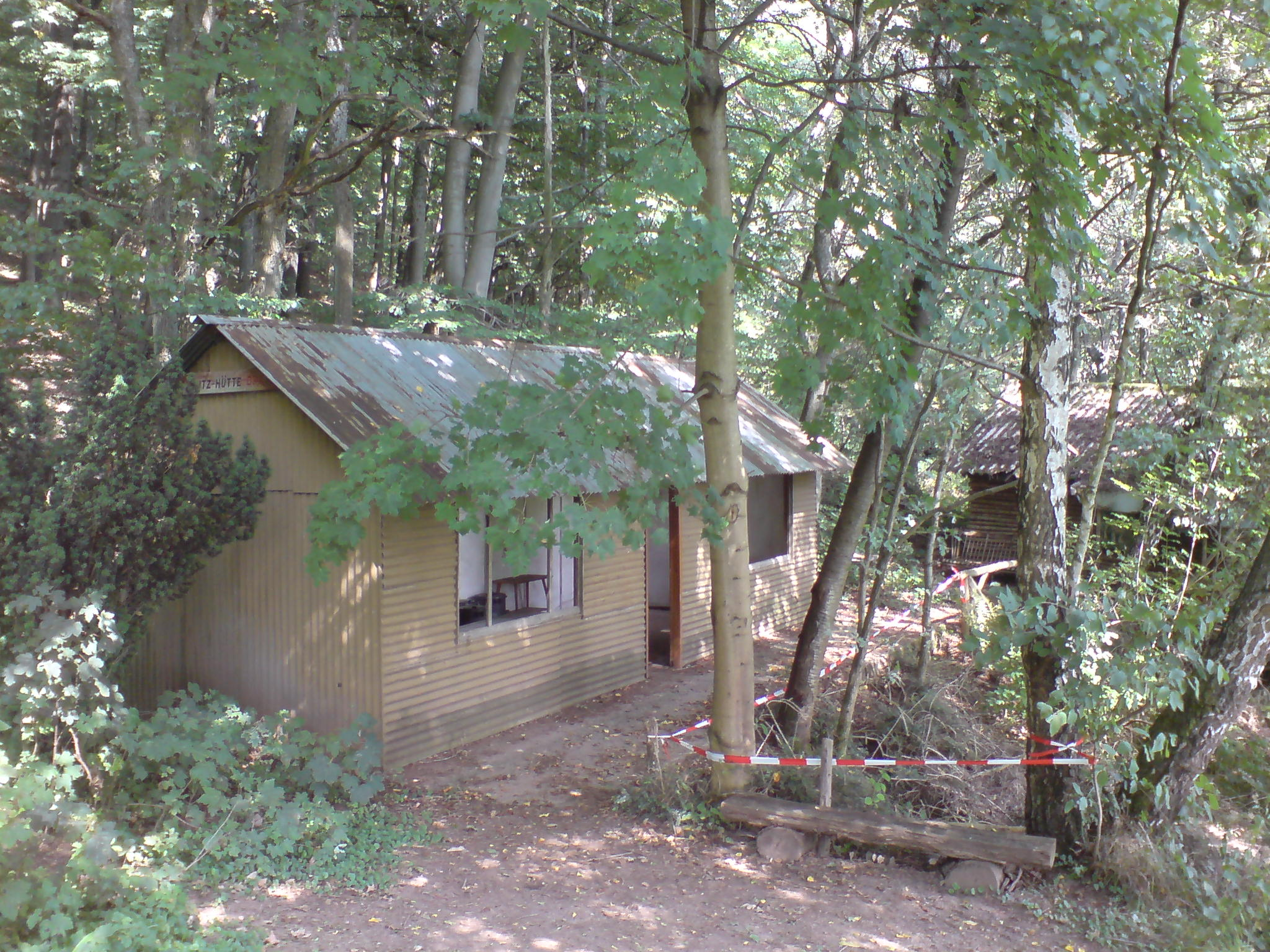
Das DRK Zeltlager im Wald

## Wirtschaft und Infrastruktur

### Öffentliche Einrichtungen
Neben dem „Bürgerhaus“ in der St. Wendeler Str. 12 wurde am 1. Februar 2020 ein neuerrichteter „Regionaler Dorfladen“ mit Metzgerei, Bäckerei und Café eröffnet, um nach mehrjähriger Unterbrechung wieder eine Einkaufsmöglichkeit im Ort zu haben. Es handelte sich um die Umsetzung eines Dorferneuerungsprojekts, das im Rahmen einer Dorfmoderation 2016/17 entwickelt wurde. Am 3. November 2022 erfolgte die Schließung, da sich das Projekt als unrentabel erwies.

### Verkehr
Frohnhofen liegt an der Landesstraße 352 (L 352), von der im Ort die L 354 abzweigt. Südöstlich befindet sich die A 6, nordöstlich die A 62. In Glan-Münchweiler ist ein Bahnhof der Glantalbahn.